# Pilar Roldán
María del Pilar Roldán Tapia de Giffenig (Città del Messico, 18 novembre 1939) è un'ex schermitrice messicana.

## Biografia
Ha partecipato ai Giochi della XVI Olimpiade di Melbourne nel 1956, ai Giochi della XVII Olimpiade di Roma nel 1960 ed ai Giochi della XIX Olimpiade di Città del Messico nel 1968.

## Palmarès
In carriera ha conseguito i seguenti risultati:
- Giochi Olimpici:

Città del Messico 1968: argento nel fioretto individuale.
- Giochi Panamericani:

Chicago 1959: oro nel fioretto individuale.
Winnipeg 1967: oro nel fioretto individuale.
Indianapolis 1987: bronzo nel fioretto a squadre.